# Heimrich (765-812)
Heimrich (765-812) était un comte franc issu de la famille des Robertiens.
Il est le fils d'Heimrich, le père de Poppon de Thuringe et l'ancêtre de la dynastie des Popponides.

## Sources
- Reuter, Timothy (trans.), The Annals of Fulda, Manchester Medieval series, Ninth-Century Histories, Volume II,  Manchester University Press, Manchester, 1992.

- Medieval Lands Project, Grafen im Wormsgau